# Catasetum dejeaniorum
Catasetum dejeaniorum là một loài thực vật có hoa trong họ Lan. Loài này được Chiron mô tả khoa học đầu tiên năm 2007.